# Сан Ђорђо (Алесандрија)
Сан Ђорђо је насеље у Италији у округу Алесандрија, региону Пијемонт.
Према процени из 2011. у насељу је живело 594 становника. Насеље се налази на надморској висини од 230 м.